# 十市
十市（とおち）は、高知県南国市の大字。2015年3月31日現在の人口は1845人。郵便番号は783-0085。本項ではかつて同区域に存在した長岡郡十市村（とおちむら）についても記す。

## 地理
南国市の南西端、土佐湾に面した区域にあたる。東で浜改田・里改田、北で稲生、西で緑ヶ丘および高知市仁井田・池に接する。土佐湾沿いを東西に高知県道14号春野赤岡線が横断し、南北を高知県道248号栗山大津線が縦断する。

### 海洋
- 土佐湾

### 湖沼
- 石土池

## 歴史
- 幕末 - 長岡郡十市村が存在。「旧高旧領取調帳」の記載によると高知藩領。
- 明治4年7月14日（1871年8月29日） - 廃藩置県により高知県の管轄となる。
- 1889年（明治22年）4月1日 - 町村制の施行により、近世以来の十市村が単独で自治体を形成。
- 1956年（昭和31年）9月30日 - 十市村が大篠村・三和村・稲生村・香美郡日章村・前浜村と合併して長岡郡香長村が発足。同村大字十市となる。
- 1959年（昭和34年）10月1日 - 香長村が香美郡岩村・長岡郡後免町・野田村・岡豊村と合併して南国市が発足。同市十市となる。

## 交通

### バス
南国市コミュニティバス
- 医療センター - 十市 - 後免町線

### 道路
- 高知県道14号春野赤岡線
- 高知県道248号栗山大津線

## 施設
- 南国十市郵便局
- 禅師峰寺
- 新宮神社

南国市立十市小学校は緑ヶ丘に所在。